# Thiên hoàng Ichijō
Thiên hoàng Nhất Điều (一条天皇 (Nhất Điều Thiên hoàng) Ichijō-Tennō, 15 tháng 7 năm 980 - 25 tháng 7 năm 1011) là Thiên hoàng thứ 66 của Nhật Bản theo danh sách kế thừa truyền thống
Triều đại của Nhất Điều kéo dài từ năm 986 đến năm 1011.

## Tường thuật truyền thống
Trước khi lên ngôi, ông có tên cá nhân của mình (imina) là Kanehito -shinnō. Kanehito -shinnō là con trai đầu tiên của Thiên hoàng En'yū và Fujiwara no Senshi, con gái của Fujiwara no Kaneie. Do các hoàng hậu trước của En'yū không có con, mà hoàng hậu cuối cùng thuộc dòng Fujiwara lại sinh ra đứa con duy nhất (hoàng tử Kanehito), nên Kanehito là con một của Thiên hoàng En'yū này
Ichijō có năm hoàng hậu và nhiều phu nhân. Họ sinh ra cho ông tổng cộng năm người con trai và con gái

## Lên ngôi Thiên hoàng
Nam 984, ông được Thiên hoàng Kazan bổ nhiệm làm Thái tử. Có tin đồn rằng ông ngoại của Kanehito là Fujiwara no Kaneie đã âm mưu cho người chú của ông là Kazan Thiên hoàng phải "nghỉ hưu" để đoạt ngai vàng cho cháu.
Ngày 31 tháng 7 năm 986, Thiên hoàng Kazan tuyên bố thoái vị và người em họ của ông lãnh chiếu lên ngôi.
Ngày 1 tháng 8 năm 986, người cháu chính thức lên ngôi Thiên hoàng và lấy hiệu là Ichijō. Ông lấy lại niên hiệu của chú mình, đổi thành niên hiệu Kanna nguyên niên (8/986 - 4/987).
Sau khi lên ngôi, Thiên hoàng đã phong Thân vương Iyasada, một người chú khác của Thiên hoàng làm Thái tử. Fujiwara no Kaneie được cử giữ chức Nhiếp chính quan bạch. Sau khi Kaneie chết năm 990, con trai của ông ta là Fujiwara no Michitaka (chú của Thiên hoàng Ichijō) được bổ nhiệm làm Nhiếp chính quan bạch.
Trong thời gian trị vì của Ichijō, nước Nhật Bản bước vào thời kỳ thịnh vượng:
- Đó cũng là thời kỳ đỉnh cao của dòng họ Fujiwara đang lũng đoạn chính trị Nhật Bản. Fujiwara no Michinaga, một người anh trai của Fujiwara no Michitaka đã chủ động gả hai con gái của mình cho Thiên hoàng Ichijō; nhờ đó tạo được chỗ đứng vững chắc để lũng đoạn chính quyền Thiên hoàng.
- Trong thời Ichijō, văn hóa Nhật Bản thời Heian phát triển rất mạnh. Được sự khuyến khích của hoàng triều, trong đó có hai phu nhân của Thiên hoàng vốn là người yêu nghệ thuật. Sei Shōnagon, một nữ tỳ của hoàng hậu Sadako (vợ của Thiên hoàng Ichijō) đã sáng tác tùy bút Makura no Shoshi (Sách gối đầu). Murasaki Shikibu, một nữ tỳ khác của hoàng hậu Akiko (vợ của Thiên hoàng Ichijō) đã viết tiểu thuyết Genji Monogatari dâng tăng triều đình.
Bản thân Ichijō là người rất yêu văn học và âm nhạc. Vì lý do này, các đại thần đã cho mời các nữ quan về để dạy học và trình diễn các tác phẩm của họ. Đặc biệt ông rất thích thổi sáo. Thiên hoàng thường gặp các người thổi sáo hay và thổi cùng họ, thưởng thức tiếng sáo hay....
Trong suốt Triều đại của ông, hoàng triều Nhật Bản tổ chức các chuyến thăm viếng các đền thờ lớn như Kasuga, Ōharano, Matsunoo và Kitano. Trong những năm tiếp sau đó, triều đình lại viếng thăm tiếp các đền thờ và ba người khác: Kamo, Iwashimizu và Hirano.
Ngày 16 tháng 7 năm 1011, Thiên hoàng Ichijō tuyên bố thoái vị và truyền ngôi cho người anh là Thân vương Iyasada, hiệu là Thiên hoàng Sanjō.
Ngày 25 tháng 7 năm 1011 (ngày 22 tháng 6, niên hiệu Kanko thứ 8): Thiên hoàng Ichijō băng hà hưởng dương 31 tuổi.

## Các hậu, phi, hoàng tử và hoàng nữ
- Hoàng hậu (Kogo): Fujiwara no Sadako (藤原定子) (977-1001) còn có tên gọi khác là Fujiwara no Teishi, con gái cả của Fujiwara no Michitaka (藤原道隆). Bà sinh ra: 
  - Công chúa Shushi (脩子内親王) (997-1049)
  - Hoàng tử Atsuyasu (敦康 親王) (999-1019)
  - Công chúa Bishi (1001-1008)
- Trung cung (Chūgū): Fujiwara no Akiko (藤原彰子) (988-1074) còn có tên gọi khác là Fujiwara no Shōshi, con gái của Fujiwara no Michinaga (藤原道長); được biết đến là Nyoin (女院) 'Jōtō-mon Trong' (上東門院). Bà này sinh ra: 
  - Hoàng tử Atsuhira (敦成親王) (1008-1036), lên ngôi lấy hiệu là Thiên hoàng Go-Ichijō
  - Hoàng tử Atsunaga (敦良親王) (1009-1045), lên ngôi lấy hiệu là Thiên hoàng Go-Suzaku
- Nữ ngự (Nyōgō): Fujiwara no Gishi (藤原義子) (974-1053), con gái của Fujiwara no Kinsue (藤原公季)
- Nữ ngự (Nyōgō): (? -) Fujiwara no Genshi (藤原元子), con gái của Fujiwara no Akimitsu (藤原顕光); sau đó, kết hôn với Minamoto no Yorisada (源 頼 定)
- Nữ ngự (Nyōgō): Fujiwara no Sonshi (藤原尊子) (984-1022), con gái của Fujiwara no Michikane (藤原道兼); sau đó, kết hôn với Fujiwara no Michitō (藤原 通 任) năm 1015
- Mikushige-dono-no-Bettō): con gái thứ tư của Fujiwara no Michitaka (? -1002) (藤原道隆の娘)